# Gil Vicente Futebol Clube
Pour le poète, voir Gil Vicente.
Maillots
Actualités
Le Gil Vicente Futebol Clube, est un club portugais de football fondé en 1923 et qui joue à Barcelos. Il se nomme Gil Vicente en hommage au poète portugais du même nom.

## Historique
Le club passe 14 saisons en Liga Portugal (1re division). 
Il obtient son meilleur résultat en D1 lors de la saison 2021-2022, où il se classe cinquième du championnat, avec 13 victoires, 12 matchs nuls et 9 défaites.
Lors de la saison 1997-1998, le club, qui évolue en deuxième division, réussit la performance d'atteindre les quarts de finale de la Coupe du Portugal. La même chose se produit lors de la saison 2007-2008, alors que le club évolue une nouvelle fois en deuxième division.
Le stade de l'équipe, l'Estadio Cidade de Barcelos, est l'un des stades officiels retenu pour le championnat d'Europe espoirs 2006.

### L'affaire Mateus
Lors de la saison 2005-2006, Gil Vicente remonte en 1re division, lors de cette saison le club utilise un joueur non autorisé. Mateus, évoluant alors au FC Lixa, aurait bénéficié d'un contrat amateur à la suite d'un contrat pro. Il signe à Gil Vicente comme professionnel, ce qui n'est pas permis si le statut d'amateur n'a pas duré au moins un an. La ligue portugaise refuse la qualification du joueur, mais Gil Vicente conteste cette règle et se présente devant les tribunaux civils, arguant que le fond de l'affaire a trait au travail et pas au sport. Le club obtient gain de cause en justice et aligne Mateus en matches officiels. 
Les rivaux du club dans la course au maintien, Belenenses en tête, s'emparent de l'affaire, et déposent réclamation auprès des juridictions sportives. Celles-ci leur donnent raison, et envoient Gil Vicente en deuxième position. Après de multiples menaces de blocage, et une paralysie du championnat lors des premières journées de la saison 2006-2007, le club accepte son sort et prend part à la cinquième journée de deuxième division portugaise. 
Par la suite, Gil Vicente utilise tous les moyens juridiques à sa disposition pour reprendre sa place en première division, mais la fédération exclut également le club de la Coupe du Portugal pour une saison. L'affaire se prolonge en coulisses, et en 2011, Gil Vicente retrouve la première division, mais redescend en 2015. Par la suite, l'affaire Mateus connait un nouveau dénouement. Le 12 décembre 2017, la fédération portugaise de football prend le relais de la Ligue, et parvient à un accord pour réintégrer le club de Gil Vicente en Liga NOS. Son retour est fixé pour la saison 2019-2020.
Le 10 août 2019, Gil Vicente fait son retour en Liga NOS, mettant un terme à un imbroglio juridique de plus de douze ans.

## Bilan sportif

### Palmarès
- Champion du Portugal de D2 : 1999 et 2011
- Finaliste de la Coupe de la Ligue portugaise : 2012
- Trophée de la Municipalité de Melgaço : 2002[5]
- Trophée Abílio Martins[6] : 2005

### Bilan par saison
| Saison    | I   | II  | III | IV  | V   |
| 1960-1961 |     | 11  |     |     |     |
| 1961-1962 |     |     | 2   |     |     |
| 1962-1963 |     |     | 3   |     |     |
| 1963-1964 |     |     | 2   |     |     |
| 1964-1965 |     |     | 6   |     |     |
| 1965-1966 |     |     | 4   |     |     |
| 1966-1967 |     |     | 5   |     |     |
| 1967-1968 |     |     | 6   |     |     |
| 1968-1969 |     |     | 4   |     |     |
| 1969-1970 |     |     | 3   |     |     |
| ...       | ... | ... | ... | ... | ... |
| 1990-1991 | 13  |     |     |     |     |
| 1991-1992 | 13  |     |     |     |     |
| 1992-1993 | 9   |     |     |     |     |
| 1993-1994 | 10  |     |     |     |     |
| 1994-1995 | 13  |     |     |     |     |
| 1995-1996 | 11  |     |     |     |     |
| 1996-1997 | 18  |     |     |     |     |
| 1997-1998 |     | 4   |     |     |     |
| 1998-1999 |     | 1   |     |     |     |
| 1999-2000 | 5   |     |     |     |     |
| 2000-2001 | 14  |     |     |     |     |
| 2001-2002 | 12  |     |     |     |     |
| 2002-2003 | 8   |     |     |     |     |
| 2003-2004 | 12  |     |     |     |     |
| 2004-2005 | 13  |     |     |     |     |
| 2005-2006 | 12  |     |     |     |     |
| 2006-2007 |     | 12  |     |     |     |
| 2007-2008 |     | 4   |     |     |     |
| 2008-2009 |     | 9   |     |     |     |
| 2010-2011 |     | 10  |     |     |     |
| 2010-2011 |     | 1   |     |     |     |
| 2011-2012 | 9   |     |     |     |     |
| 2012-2013 | 13  |     |     |     |     |
| 2013-2014 | 13  |     |     |     |     |
| 2014-2015 | 17  |     |     |     |     |
| 2015-2016 |     | 11  |     |     |     |
| 2016-2017 |     | 13  |     |     |     |
| 2017-2018 |     | 19  |     |     |     |
| 2018-2019 |     |     | 18  |     |     |
| 2019-2020 | 10  |     |     |     |     |
| 2020-2021 | 11  |     |     |     |     |
| 2021-2022 | 5   |     |     |     |     |
| 2022-2023 | 13  |     |     |     |     |
| 2023-2024 | 12  |     |     |     |     |

### Bilan européen
Note : dans les résultats ci-dessous, le score du club est toujours donné en premier.
| Saison    | Compétition             | Tour             | Club       | Domicile | Extérieur | Total |
| --------- | ----------------------- | ---------------- | ---------- | -------- | --------- | ----- |
| 2022-2023 | Ligue Europa Conférence | Troisième tour Q | Riga FC    | 4 - 0    | 1 - 1     | 5 - 1 |
| 2022-2023 | Ligue Europa Conférence | Barrages Q       | AZ Alkmaar | 1 - 2    | 0 - 4     | 1 - 6 |

Légende
- Victoire ou qualification pour le tour suivant
- Match nul
- Défaite ou élimination de la compétition

## Personnalités du club

### Anciens joueurs
- Nuno Amaro
- Paulo Alves
- Luís Loureiro
- Nandinho
- Zakaria Naidji
- Ovidiu Cuc
- Samuel Lino

### Effectif actuel
| N° | Nat.                        | Poste | Nom du joueur                                      |
| -- | --------------------------- | ----- | -------------------------------------------------- |
| 1  | Drapeau de la Suède         | G     | André Picornell                                    |
| 2  | Drapeau du Portugal         | D     | Zé Carlos                                          |
| 3  | Drapeau de la Côte d'Ivoire | D     | Ghislain Konan                                     |
| 4  | Drapeau de la France        | D     | Marvin Elimbi                                      |
| 5  | Drapeau de l'Argentine      | M     | Facundo Cáseres                                    |
| 6  | Drapeau du Portugal         | M     | Zé Carlos                                          |
| 7  | Drapeau de la France        | A     | Tidjany Touré                                      |
| 8  | Drapeau de la Côte d'Ivoire | M     | Mohamed Bamba                                      |
| 9  | Drapeau du Brésil           | A     | Pablo                                              |
| 10 | Drapeau du Portugal         | M     | Luís Esteves                                       |
| 14 | Drapeau du Brésil           | D     | Carlos Ventura                                     |
| 17 | Drapeau de l'Espagne        | A     | Sergio Bermejo                                     |
| 18 | Drapeau du Portugal         | M     | João Teixeira                                      |
| 20 | Drapeau du Brésil           | D     | Hevertton Santos (en prêt des Queens Park Rangers) |

| No. | Nat.                 | Position | Nom du joueur                              |
| --- | -------------------- | -------- | ------------------------------------------ |
| 23  | Drapeau du Portugal  | D        | Josué Sá                                   |
| 27  | Drapeau de l'Uruguay | A        | Agustín Morales (en prêt de Progreso)      |
| 28  | Drapeau du Portugal  | M        | Diogo Pereira                              |
| 29  | Drapeau du Brésil    | A        | Carlos Eduardo                             |
| 32  | Drapeau de l'Uruguay | M        | Martín Fernández (en prêt de Boston River) |
| 39  | Drapeau de l'Angola  | D        | Jonathan Buatu                             |
| 42  | Drapeau du Brésil    | G        | Andrew                                     |
| 45  | Drapeau de la France | D        | Jonathan Mutombo                           |
| 48  | Drapeau de l'Espagne | D        | Antonio Espigares                          |
| 51  | Drapeau de la Serbie | G        | Miloš Gordić                               |
| 89  | Drapeau du Portugal  | A        | Gustavo Varela (en prêt de Benfica B)      |
| 95  | Drapeau de l'Espagne | M        | Santi García                               |
| 99  | Drapeau du Portugal  | G        | Dani Figueira                              |